# Roy Gerson
Roy N. Gerson (* 7. Juni 1959; † 2. Dezember 2023) war ein US-amerikanischer Jazzmusiker (Piano).

## Leben und Wirken
Gerson studierte an der Manhattan School of Music als Hauptfach klassisches Piano, wendete sich jedoch bald, beeinflusst durch die Aufnahmen von Lester Young, Buddy Rich, „Jazz at the Philharmonic“ und Louis Armstrong dem Jazz zu. Bald begann er als professioneller Musiker zu arbeiten, trat im Bereich des Traditional Jazz mit der Band des Klarinettisten Sol Yaged auf und wurde Stammpianist des Widespread Depression Orchestra, das im ganzen Land konzertierte. In den 1980er-Jahren spielte er außerdem mit Bob Kindred und dem Sänger Jonny Holtzman (The Bronx Nightingale, u. a. mit Randy Sandke, Joel Perry und John Goldsby). 1992 legte er das Album That Gerson Person (The Jazz Alliance) vor, eingespielt in Quartett-Besetzung mit Frank Vignola, Lynn Seaton und Duffy Jackson. 2001 folgte das Album Gerson Swings Disney, mit Liedern aus Disney-Filmen wie „When You Wish Upon a Star“ und Gastmusikern wie Rosemary Clooney, Michael Feinstein, Randy Sandke, Ken Peplowski und John Pizzarelli.
Anfang der 1990er-Jahre gründete Gerson seine eigene Band, The Roy Gerson Swingtet und wurde einer der gefragtesten Künstler in New York City, der in Clubs wie The Village Gate, Michael’s Pub, Tavern on the Green, The Rainbow Room und Club Zanzibar auftrat. Sein Filmdebüt gab er als Teil eines Jazzorchesters der 1920er-Jahre in Francis Ford Coppolas The Cotton Club (1984). Bald darauf wurde er von Woody Allen für einen Cameo-Auftritt in Verbrechen und andere Kleinigkeiten (1989) engagiert. Außerdem wirkte Gerson an der Musik einer Reihe weiterer Filme mit wie Wer ist Mr. Cutty? (1996), Liebe hat zwei Gesichter (1996) und Eyes Wide Shut (1999). In späteren Jahren lebte er in Florida und trat in den gesamten USA auf.